# Jüdischer Friedhof (Bergen auf Rügen)
Der Jüdische Friedhof Bergen war ein jüdischer Friedhof in Bergen auf Rügen im Landkreis Vorpommern-Rügen in Mecklenburg-Vorpommern.

## Beschreibung
Der jüdische Friedhof befand sich als Teil des städtischen Friedhofes wahrscheinlich an der Ecke Südstraße/Am Friedhof und Gartenstraße, weil dort der Übergang zu den damals unbebauten Wiesenflächen war.

## Geschichte
Über die Geschichte eines jüdischen Friedhofes in Bergen ist nichts Näheres bekannt. Der Friedhof soll als ein Teil des städtischen Friedhofes in den 1950er-Jahren nach den örtlichen Informationen noch vorhanden gewesen sein. Heute ist davon nichts mehr zu entdecken. Auch die alten Karten (MTB 1880 und 1920) zeigen nicht, wie sonst überall üblich, die Position des jüdischen Friedhofes – genannt Begräbnisplatz – mit der Signatur L statt des christlichen †.